# Road to Rhode Island
"Road to Rhode Island" (em português, "Estrada para Rhode Island" é o décimo terceiro episódio da segunda temporada da série animada americana de televisão Uma Família da Pesada. Originalmente, foi exibido na Fox dos Estados Unidos em 30 de maio de 2000. Brian se oferece para trazer Stewie de volta ao lar vindo da casa dos avós em Califórnia, contudo, ambos perdem o avião e devem viajar a pé em uma jornada que atravessa o país para conseguirem chegar até a casa. Ao mesmo tempo, Peter fica viciado ao assistir uma coleção de vídeos de conselhos sobre casamentos, apresentados por uma artista pornô.
Foi dirigido por Dan Povenmire e escrito por Gary Janetti. Contou com a participação de Victoria Principal como Dra. Amanda Rebecca, Danny Smith e Wally Wingert como vários personagens. O criador da série, Seth MacFarlane, teve a ideia para este episódio, baseando-se nos filmes de comédia da série de 1940 Road to..., estrelados  por Bing Crosby, Bob Hope e Dorothy Lamour. Recebeu análises positivas de críticos televisivos. Foi nomeado para um Prêmio Emmy de Melhor Programa Animado com Menos de Uma Hora, mas perdeu para o episódio de Os Simpsons, "Por trás das Risadas".

## Enredo
O episódio começa com um flashback, voltando no tempo sete anos antes, onde se revela que Brian nasceu em uma fazenda e foi separado de sua mãe. De volta ao presente, o cão conta ao seu psiquiatra sobre tal experiência. Depois, ele se oferece para trazer Stewie de volta das suas férias na casa de praia dos avôs em Palm Springs, Califórnia, onde o bebê faz uma empregada ser demitida para seu divertimento no jantar. No bar do aeroporto, Brian fica bastante bêbado e, quando Stewie vai chamá-lo, percebe que as passagens para o avião haviam sido roubadas. Eles param em um motel de estrada, onde o garoto tenta ligar para sua casa, contudo falha ao acreditar que o número do telefone era 867-5309. No dia seguinte, os dois precisam escapar e roubam um carro, já que o cartão de crédito deles foi rejeitado. Para chegar no lar, Stewie e Brian se passam por colheitadores para roubar um avião, que imediatamente quebra. A dupla continua viajando de carona para chegar a Quahog, e passam em uma fazenda próxima a Austin, Texas, o local de nascimento de Brian. Ao entrarem na fazenda, descobrem que a mãe do cão foi taxidermizada e se tornou uma mesa dos donos da propriedade, servindo como memorial. Com a ajuda de Stewie, Brian faz um enterro para sua mãe. Enquanto o menino elogia a cadela, cita inesperadamente uma história bíblica de Abraão e Isaac. Ambos terminam a jornada para o lar ao viajarem em um vagão aberto, onde Brian pede desculpas a Stewie por criar vários problemas, embora ele afirme que gostou de tais aventuras. Reconciliados, interpretam um dueto musical, "Off On the Road to Rhode Island", enquanto o trem leva-os até o destino.
Enquanto isso, Lois insiste que Peter assista vídeos sobre relacionamentos com ela, entretanto, se tornam pornografias apresentados pela Dra. Amanda Rebecca, que faz strip depois que pede para as mulheres se retirarem do quarto. Peter fica viciado nos vídeos, para o desgosto da esposa. Ela faz uma filmagem de si mesma e coloca no fim de uma das fitas, vestindo lingerie preta e excitando o marido. Enquanto se beijam, Peter volta a fita, assistindo a parte em que a esposa tira a vestimenta diversas vezes. Quando Stewie e Brian chegam em casa, Lois pergunta ao filho sobre a viagem, e ele afirma que foi bastante calma, aliviando o cão. Lois deixa a sala e o animal agradece ao bebê por não dedurá-lo, perguntando se existe algo que pode fazer para recopensá-lo. Primeiramente, o desejo de Stewie é que Brian seja seu servinte, mostrando um episódio de The Brady Bunch para exemplificar, porém, ele somente pede que grave o mesmo episódio em uma fita.

## Produção

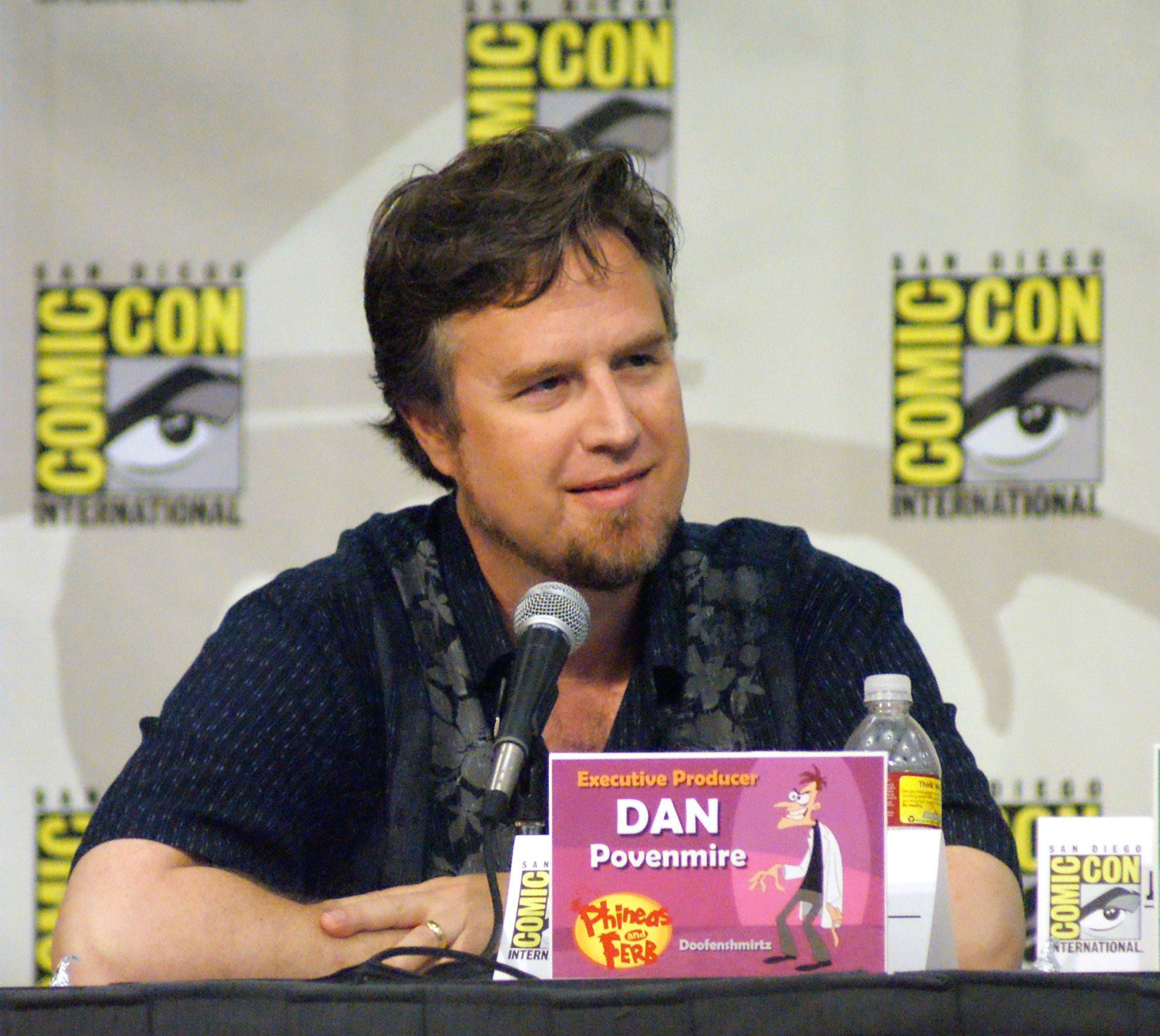
"Estrada para Rhode Island" foi o primeiro episódio a ser dirigido por Dan Povenmire.

"Estrada para Rhode Island" foi dirigido por Dan Povenmire, que atuou na direção da série pela primeira vez, e escrito por Gary Janetti. Contou com as participações de Victoria Principal como Dra. Amanda Rebecca, Danny Smith e Wally Wingert como vários personagens. O criador de Uma Família da Pesada, Seth MacFarlane, garantiu a importante criatividade livre de Povenmire para dirigir episódios. Dan disse que MacFarlane falou a ele, "Nós temos dois minutos para preencher. Dê-me algumas piadas visuais. Faça qualquer coisa que quiser. Eu confio em você." O diretor destacou o estilo de administração do criador, que permitiu a diversão durante a produção.
Este é o primeiro episódio da série "Estrada para", que é exibida durante várias temporadas do programa. São paródias dos sete filmes de comédia de Road to..., estrelados por Bing Crosby, Bob Hope e Dorothy Lamour. MacFarlane, que é fã da série de filmes, foi o responsável pela ideia. O número musical do episódio é cantado no mesmo tom de "(We're Off on the) Road to Morocco, de A Sedução do Marrocos. Povenmire dirigiu este e outros dois episódios "Estrada para" antes de deixar a série para criar seu próprio programa, intitulado Phineas e Ferb, um seriado que, desde então, foi nomeado para três Prêmios Emmy.

## Cena banida
Durante a seção no aeroporto do episódio, existe uma cena que foi, subsequentemente, cortada de algumas edições/exibições do programa, envolvendo Osama bin Laden. Nesta, Stewie, quando se aproxima da segurança do local, percebe que sua bolsa está cheia de armas. Ele faz uma pausa e canta "On the Good Ship Lollipop" para distrair os revistores dos raios X. Então, o bebê diz, "Vamos torcer para que Osama bin Laden não conheça Showtunes." Nesse momento, o terrorista é exibido em outro corredor, distraindo os revistores ao cantar "I hope I get it" do A Chorus Line. Mesmo que o episódio tenha sido produzido um ano e meio antes do 11 de setembro, ainda era controverso, e foi retirado do lançamento do DVD original dos Estados Unidos. No entanto, foi adicionado de volta no lançamento do DVD Freakin' Sweet Collection.

## Recepção
Em sua avaliação de 2009, Ahsan Haque da IGN classificou o episódio em 10/10, destacando-o e afirmando que tinha "boa escrita, piadas hilárias, uma musicalidade contagiante e uma história que é igualmente hilária e tocante ao mesmo tempo - Uma Família da Pesada não é o melhor em fazer isso." O episódio foi nomeado para um Emmy Award de Melhor Programa Animado com Menos de Uma Hora, contudo, perdeu para o episódio de Os Simpsons Por trás das Risadas.